# ميخائيل كروز
ميخائيل كروز (بالإنجليزية: Michael Cruz)‏ (و. 1958 – م) هو سياسي، وطبيب، وجراح، من الولايات المتحدة الأمريكية، هو عضوٌ في الحزب الجمهوري.

## مناصب
تولى منصب عضو الهيئة التشريعية في غوام ‏.

## التعليم
تعلم في Loma Linda University ‏.

## جوائز
حصل على جوائز منها:
- ميدالية النجمة البرونزية.